# Slant 6
Slant 6 är en serie raka sexcylindriga motorer tillverkade av Chrysler. Motorerna har fått sitt namn av att de monterades lutande. De tillverkades slagvolymerna 170, 198 och 225 kubiktum. Motorerna tillverkades mellan 1959 och 2000. De monterades bland annat i följande bilar (modellår inom parentes):
- Chrysler Cordoba (1980-83)
- Dodge Challenger (1970-71)
- Dodge Dart (1960-76)
- Plymouth Valiant (1960-76)
- Plymouth Volare (1976-80)